# Stunde der Angst
Stunde der Angst ist ein Thriller von Jack Higgins, der in der Originalausgabe 2000 unter dem Titel Day of Reckoning erschien. In Deutschland erschien das Buch erstmals 2001.

## Inhalt
Die Journalistin Katherine Johnson sammelt Informationen über die Mafia. In einem gewaltigen Artikel möchte sie die kriminellen Machenschaften bloßstellen. Um an Insiderinformationen zu gelangen, lässt sie sich auf eine Liaison mit Jack Fox, dem Neffen des Don, ein. Doch Fox ist vorsichtig. Er lässt sie bespitzeln und kommt so hinter ihre Absichten. Da gibt er seinen Leuten den Auftrag, Katherine zu ermorden.
Blake Johnson, Geheimagent im persönlichen Auftrag des Präsidenten der Vereinigten Staaten von Amerika, hat immer noch viel für seine geschiedene Frau übrig. Als eines Tages ihre Leiche aus dem Fluss gezogen wird, rast er vor Wut. Rasch findet er die Verbindung zur Mafia heraus. Von nun an plant er seine ganz persönliche Rache. Zur Seite steht ihm dabei sein Freund und Kollege Sean Dillon, der aus London angereist kam. Gemeinsam bekämpfen die beiden Agenten die Bestrebungen von Jack Fox, der an die Spitze der Mafia gelangen möchte.
Johnson und Dillon sabotieren mehrere Quellen, aus denen Fox Geld bezieht, und plötzlich merkt der Mafiaboss, dass er nahezu mittellos dasteht. Er sieht nur noch eine winzige Chance, das Ruder herumzureißen: Er lässt Blake Johnson entführen und foltert ihn. Johnson soll als Köder für Sean Dillon dienen, den Fox so auf seinen Landsitz in Hellsmouth locken und dort unschädlich machen möchte.
Sean Dillon stellt sich dem Kampf gegen Fox und seine letzten Getreuen und befreit Blake Johnson.

## Besonderheiten des Romans
Der Roman verherrlicht Gewalt. In kurzen, knappen Sätzen werden grausame Dinge geschildert, z. B. wie eine Figur einer anderen die Kniescheibe zerschießt. Figuren werden danach bewertet, wie viele Menschen sie getötet haben – je mehr, desto besser ist die Person. Zwei weibliche Figuren werden gelobt, weil sie schon Menschen getötet haben. Als Hannah Bernstein Zweifel an der Rechtmäßigkeit des (illegalen) Vorgehens von Dillon und Johnson äußert, wird sie von Brigadier Ferguson kurzerhand in den Urlaub geschickt.

## Veröffentlichungen in Deutschland
Das Buch erschien in mehreren Editionen in Deutschland.
- 2001, Rondo (Taschenbuch)
- 2002, Heyne (Taschenbuch)
- 2006, Lingen-Köln (Hardcover)
- 2006, Pavillon (Taschenbuch)
- 2011, Universo (Taschenbuch)

## Reihe
- Das Buch ist der 8. Band der Reihe um Geheimagent Sean Dillon.